# (11635) 1996 XQ32
(11635) 1996 XQ32 là một tiểu hành tinh vành đai chính. Nó được phát hiện bởi Seiji Ueda và Hiroshi Kaneda ở Kushiro, Hokkaidō, Nhật Bản, ngày 6 tháng 12 năm 1996.